# Parathyma erebina
Parathyma erebina är en fjärilsart som beskrevs av Charles Oberthür 1908. Parathyma erebina ingår i släktet Parathyma och familjen praktfjärilar. Inga underarter finns listade i Catalogue of Life.